# Rezerwat przyrody Zabór
Rezerwat przyrody Zabór – leśny rezerwat przyrody, chroniący silnie podmokły las łęgowy. Zlokalizowany jest na Nizinie Śląskiej, w gminie Miękinia, pomiędzy Miękinią a Zaborem Wielkim, na wysokości około 110 m n.p.m. Rezerwat znajduje się w obrębie obszarów Natura 2000 PLB020008 i PLH020018 Łęgi Odrzańskie.
Pierwotnie utworzony przez okręgowe władze niemieckie w czasie II wojny światowej, w 1941, w celu ochrony unikatowych, podmokłych lasów z dużym udziałem olszy czarnej. Ówczesny rezerwat był nieco większy i liczył 36,72 ha. Po wojnie założono rezerwat ponownie dopiero w 1959 na powierzchni 33,91 ha. W roku 2011 powiększono obszar rezerwatu do 35,23 ha. Zajmuje płaski, bagnisty teren, wzdłuż dopływów Czarnej Strugi. Dominuje tu las łęgowy o bogatym (139 gatunków) składzie gatunkowym z naturalnymi zespołami roślinności na piętrach dolnych. Planowane jest rozszerzenie terenów chronionych do około 200 ha.
W rezerwacie rosną m.in.: olsza czarna, dąb szypułkowy, brzoza omszona i wierzba krucha, okrężnica bagienna, kosaciec żółty oraz chroniony wilczomlecz błotny. Ze zwierząt spotykamy, takie jak: zaskroniec, jaszczurka żyworodna, padalec, bóbr europejski, zając szarak, sarna, jeleń, dzik, gacek brunatny, dzięcioł krętogłów, pełzacz ogrodowy, bocian czarny i żuraw (te dwa ostatnie w pobliżu). Swoje jedyne stanowisko na terenie zachodniej części kraju posiada tutaj żaba dalmatyńska, jednak prawdopodobnie jest ono zanikłe wskutek powodzi z 1997 r.

## Dostęp
Dostęp czerwonym szlakiem pieszym z Miękini (stacja kolejowa) lub Brzegu Dolnego. Istnieje też szlak rowerowy z Miękini.

## Galeria

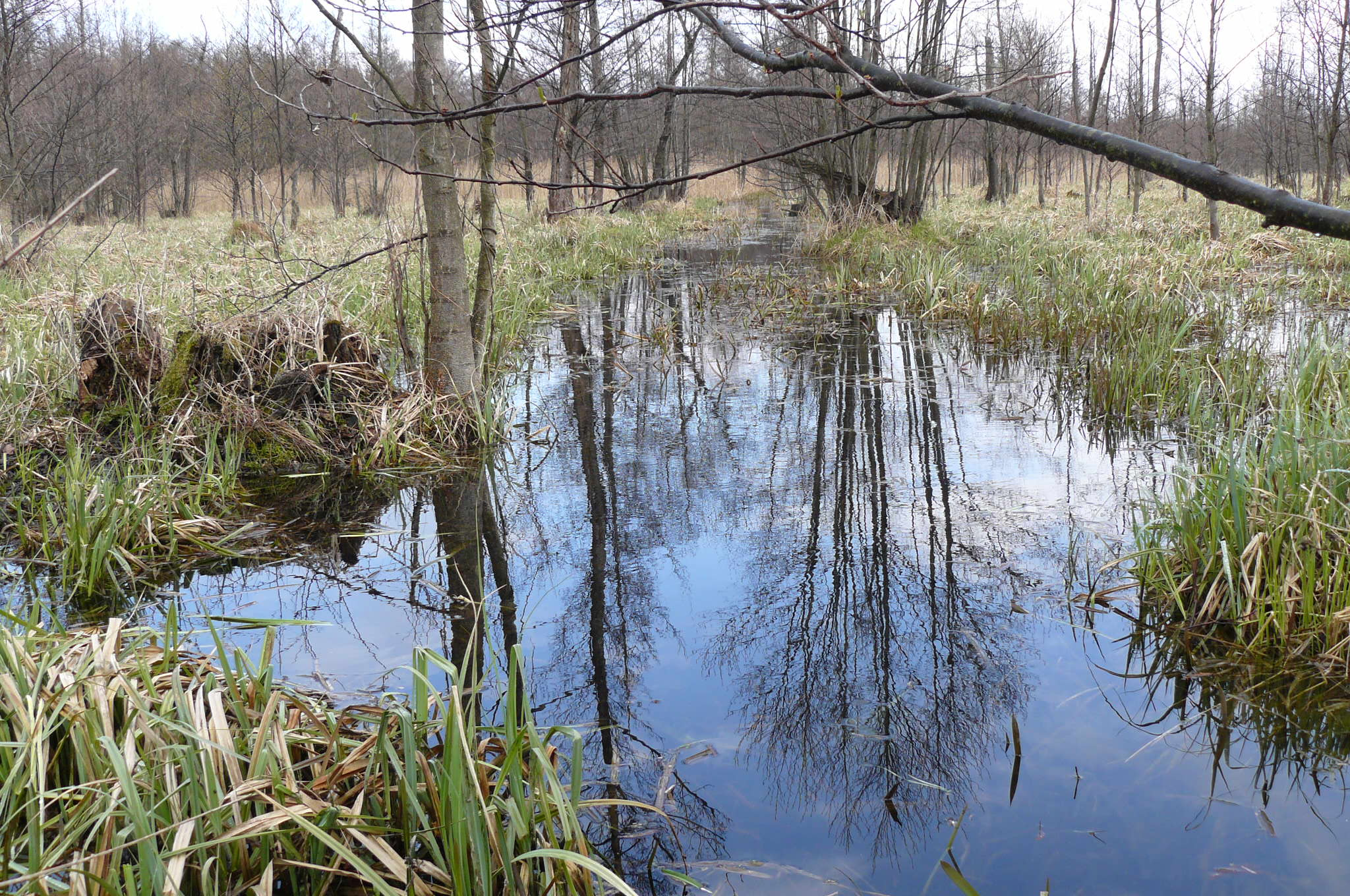
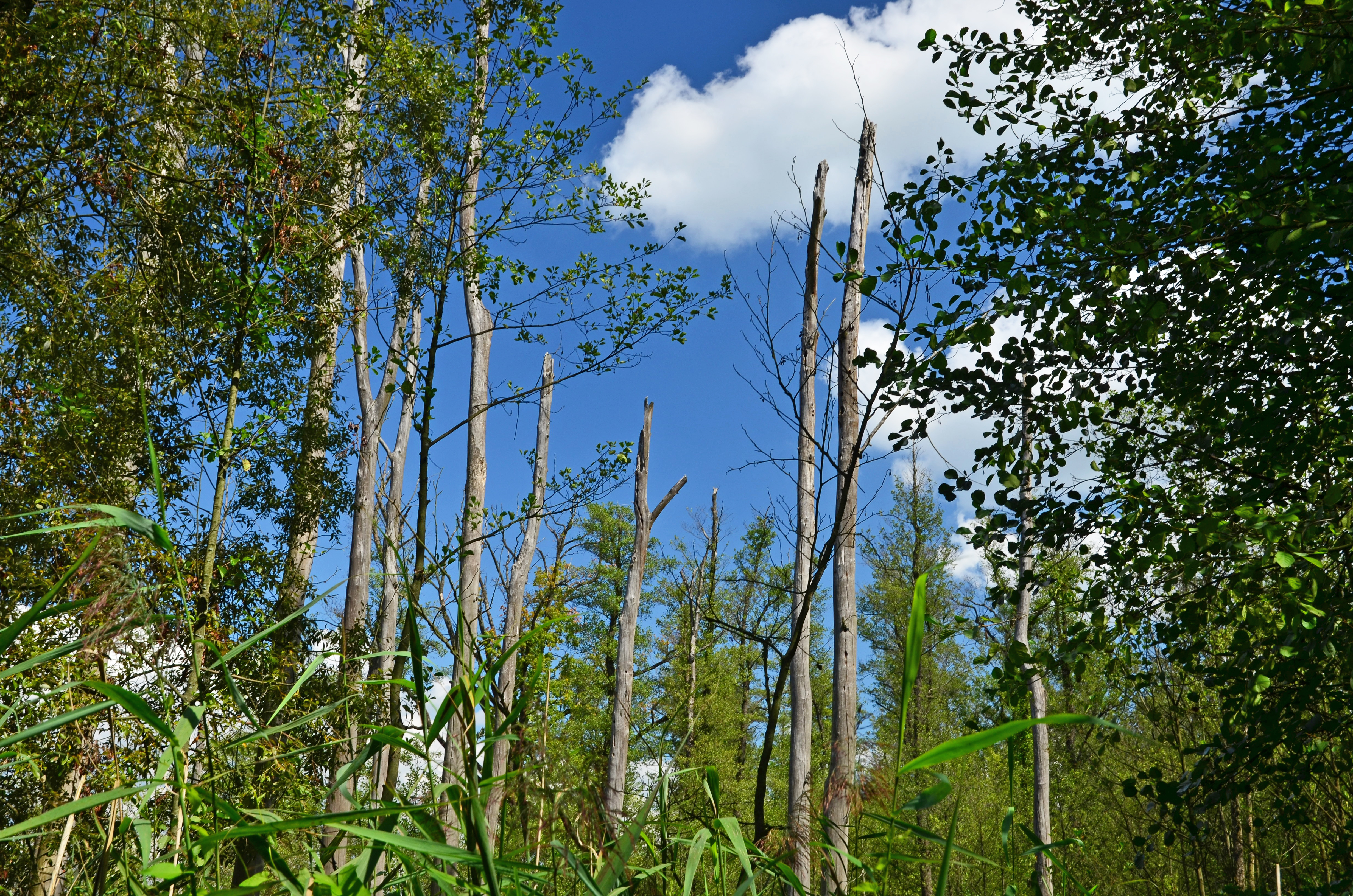
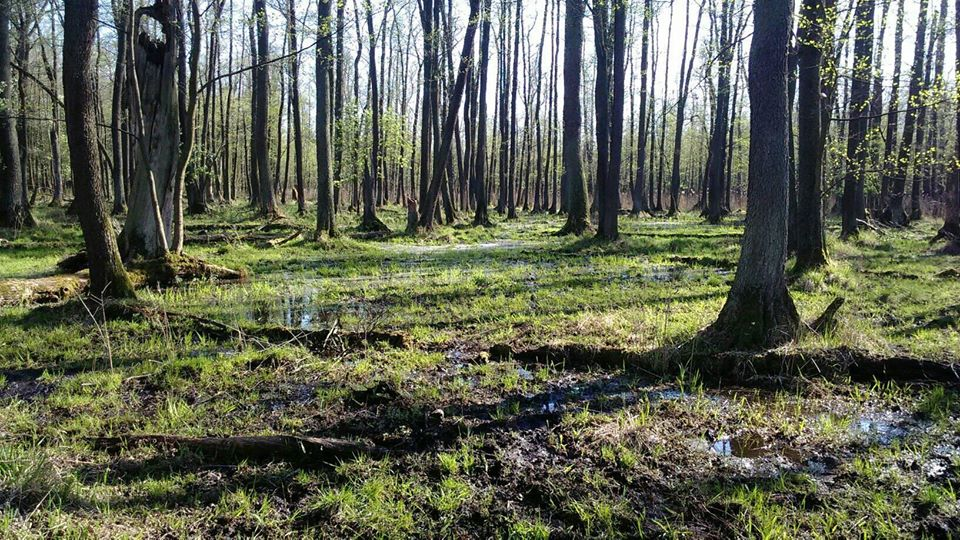
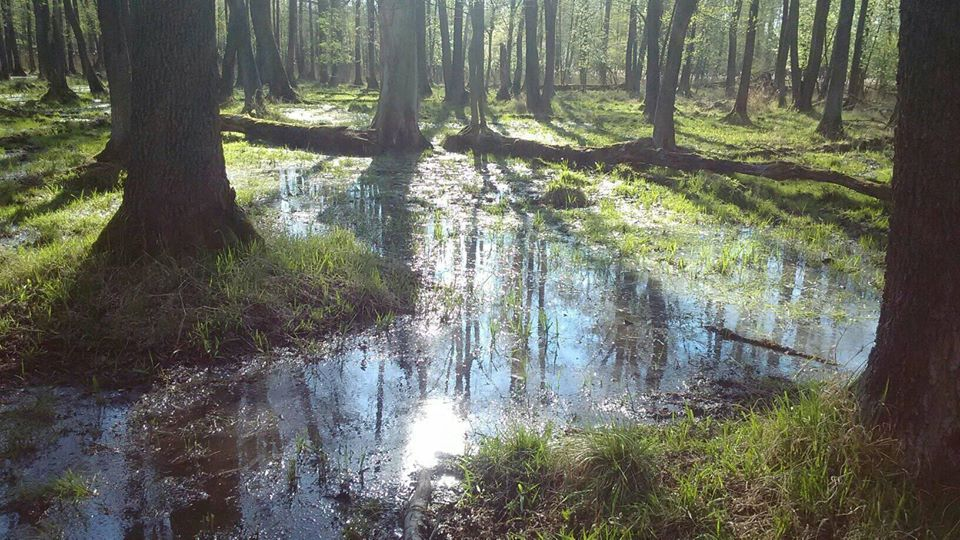
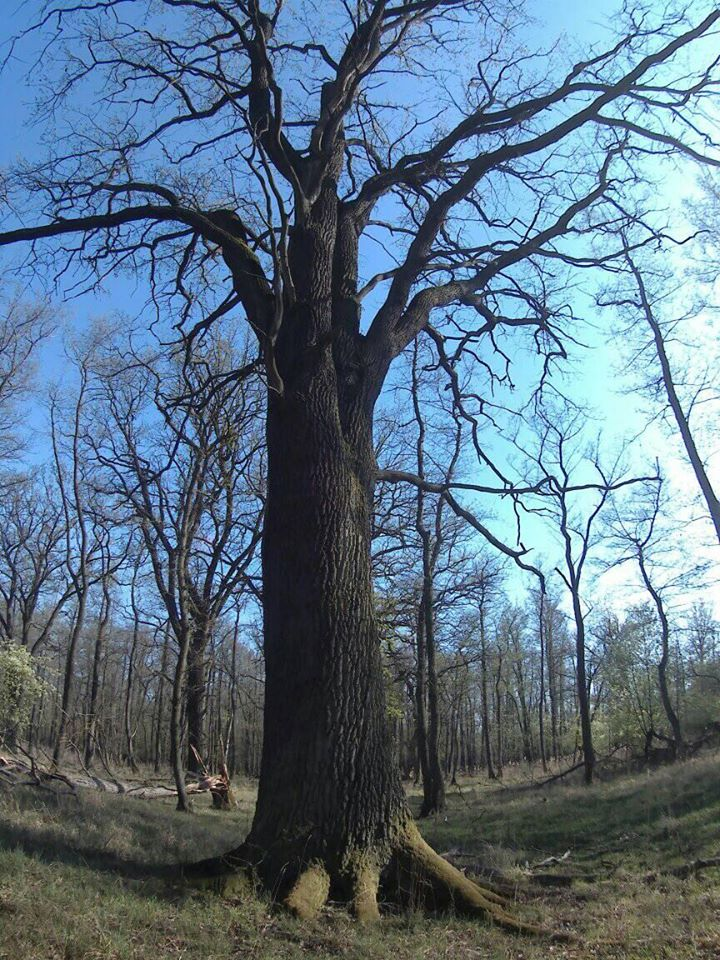
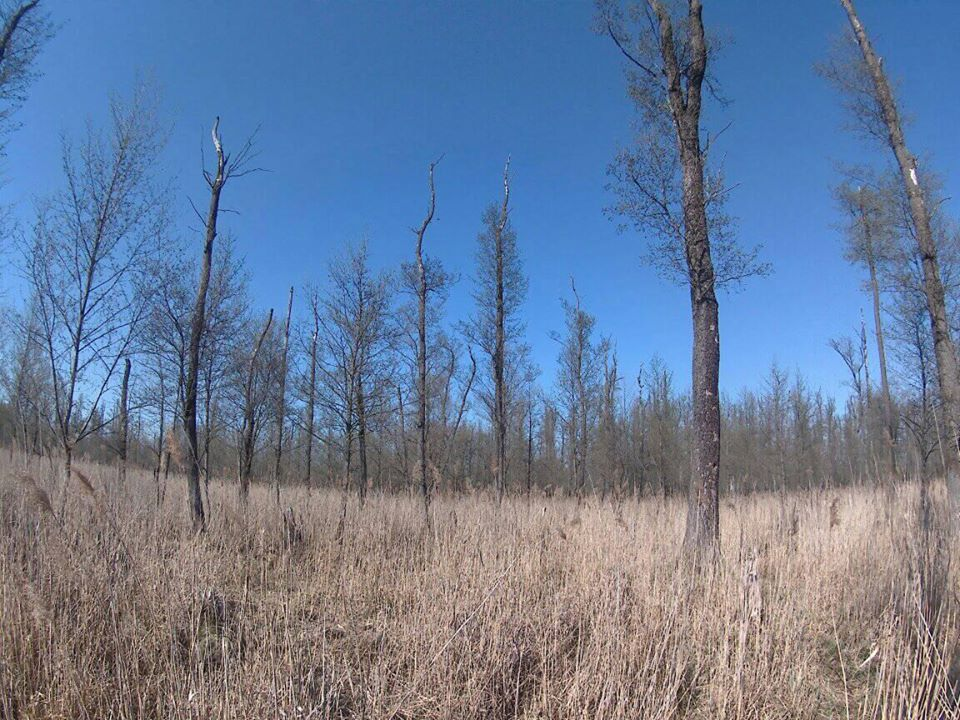
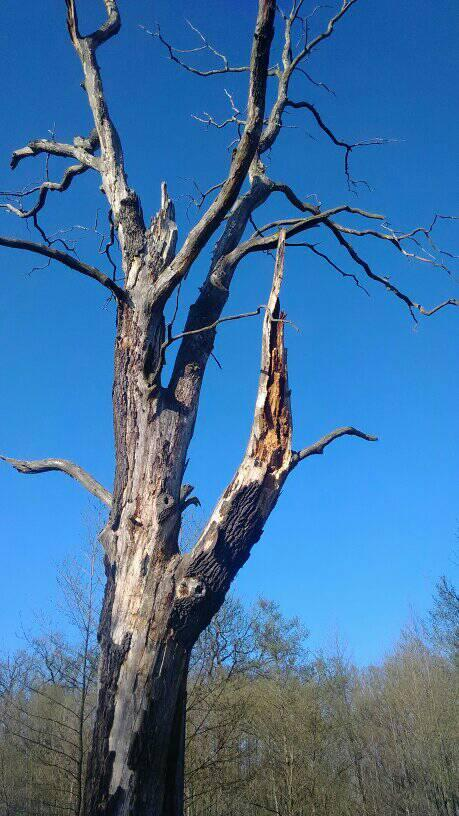